# Castro Laboreiro
Castro Laboreiro is een plaats (freguesia) in de Portugese gemeente Melgaço en telt 726 inwoners (2001).

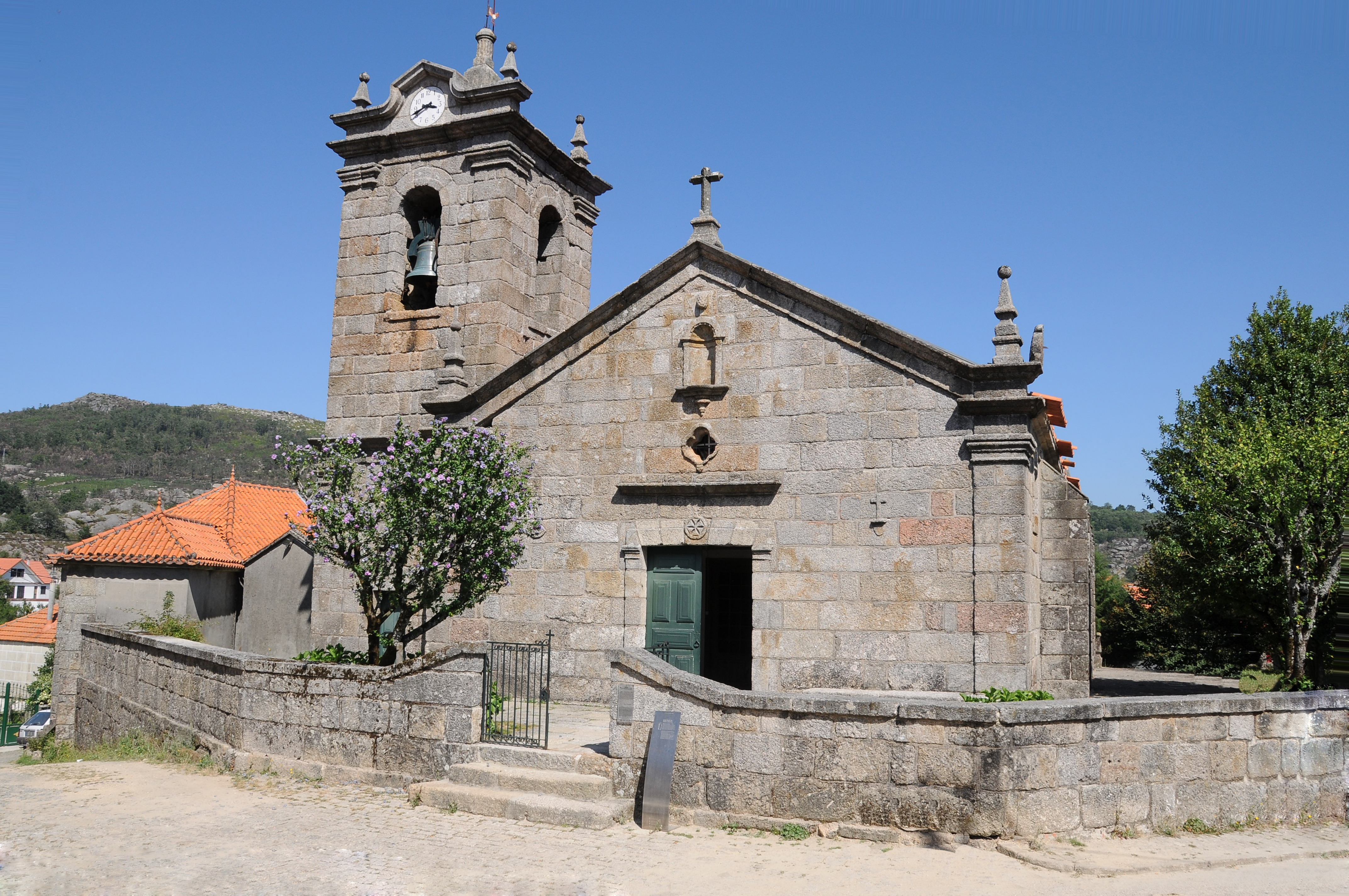
Kerk